# Günther van Endert (Redakteur)
Günther van Endert (* 2. September 1954 in Wiesbaden) ist ein deutscher Fernsehredakteur.

## Leben
Günther van Endert ist der Enkel des Juristen Günther van Endert. Sein Vater, der ebenfalls Günther hieß, war im hessischen Staatsdienst tätig und zuletzt Regierungsdirektor. Die Mutter Sophie van Endert besaß eine private Sprachschule. Van Endert hat fünf jüngere Geschwister. Nach dem Abitur an der Rabanus-Maurus-Schule 1973 in Fulda studierte er zunächst an der Philipps-Universität Marburg Volkswirtschaft und dann ab 1974 an der Freien Universität Berlin Germanistik, Politische Wissenschaft, Theaterwissenschaft und Philosophie.

## Wirken
Ab 1982 arbeitete er als freier Mitarbeiter für das ZDF im Landesstudio Berlin. Ab 1983 war er in der ZDF-Hauptabteilung Information und Presse in Mainz tätig.
1987 wurde van Endert Programm-Redakteur, und zwar zunächst für die Programm-Reihen „Die aktuelle Inszenierung“ und „Theaterwerkstatt“. Seit 1994 verantwortete er ein zunehmend breiteres Spektrum an fiktionalen Programmen für die Hauptsendezeit des ZDF. In seiner Redaktion entstanden viele Event-Mehrteiler, wie zum Beispiel Dresden (gemeinsam mit Heike Hempel), Krupp – Eine deutsche Familie, Das Adlon, Bier Royal  sowie Unterleuten. Er war der Redakteur der ZDF-Samstagskrimi-Reihen Ein starkes Team (seit 1994), Das Duo (seit 2002–2012), Schwartz & Schwartz (seit 2018) sowie Das Quartett (seit 2019). Auch die  Miniserie Donna Roma (2007) fiel in seinen Tätigkeitsbereich.
2008 wurde van Endert Leiter der ZDF-Redaktion Fernsehspiel II. Zu seinen Projekten zählen auch historisch-biographische Dokumentationen wie Das Goebbels-Experiment und The Real American – Joseph McCarthy. Er war dramaturgisch involviert in und redaktionell verantwortlich für die langlaufenden Krimi-Serien Der Staatsanwalt und Die Chefin am Freitagabend sowie für die Verfilmungen der Kurzgeschichten von Ferdinand von Schirach mit den Titeln Verbrechen und Schuld. Seit 2012 koordinierte er den ZDF-Samstagskrimi mit 2019 insgesamt zwölf Krimireihen. Weiterhin war er über zwei Jahrzehnte der Redakteur zahlreicher Fernsehspiele (Krimis, Dramen, Komödien) am Montagabend wie zum Beispiel Das Beste kommt erst, Kleine Schwester, Brief an mein Leben, Silvia S., Kongo, Der Wagner-Clan, Ein Kind wird gesucht und Das Unwort.
Neben anderen Auszeichnungen erhielt Dresden 2006 den Deutschen Fernsehpreis, das von van Endert verantwortete Ost-West-Drama An die Grenze 2008 den Adolf-Grimme-Preis. Kongo wurde 2010 mit dem Münchner Bernd Burgemeister Fernsehpreis ausgezeichnet, die Krimikomödie Das Gesetz sind wir, die er redaktionell betreute, beim Deutschen Fernsehkrimipreis in Wiesbaden im Jahre 2020 mit dem Hauptpreis.
Anfang März 2020 wurde van Endert in den Ruhestand verabschiedet.